# Lijst van beelden in Rotterdam-West
De lijst Beelden in Rotterdam-West is onderdeel van de (onvolledige) lijst van beelden in Rotterdam. Onder een beeld wordt hier verstaan elk driedimensionaal kunstwerk in de openbare ruimte van Rotterdam. Muurschilderingen zijn tweedimensionaal. Beeldhouwwerken zijn veelal driedimensionaal. Maar de grenzen van de definitie zijn niet scherp in deze stad.

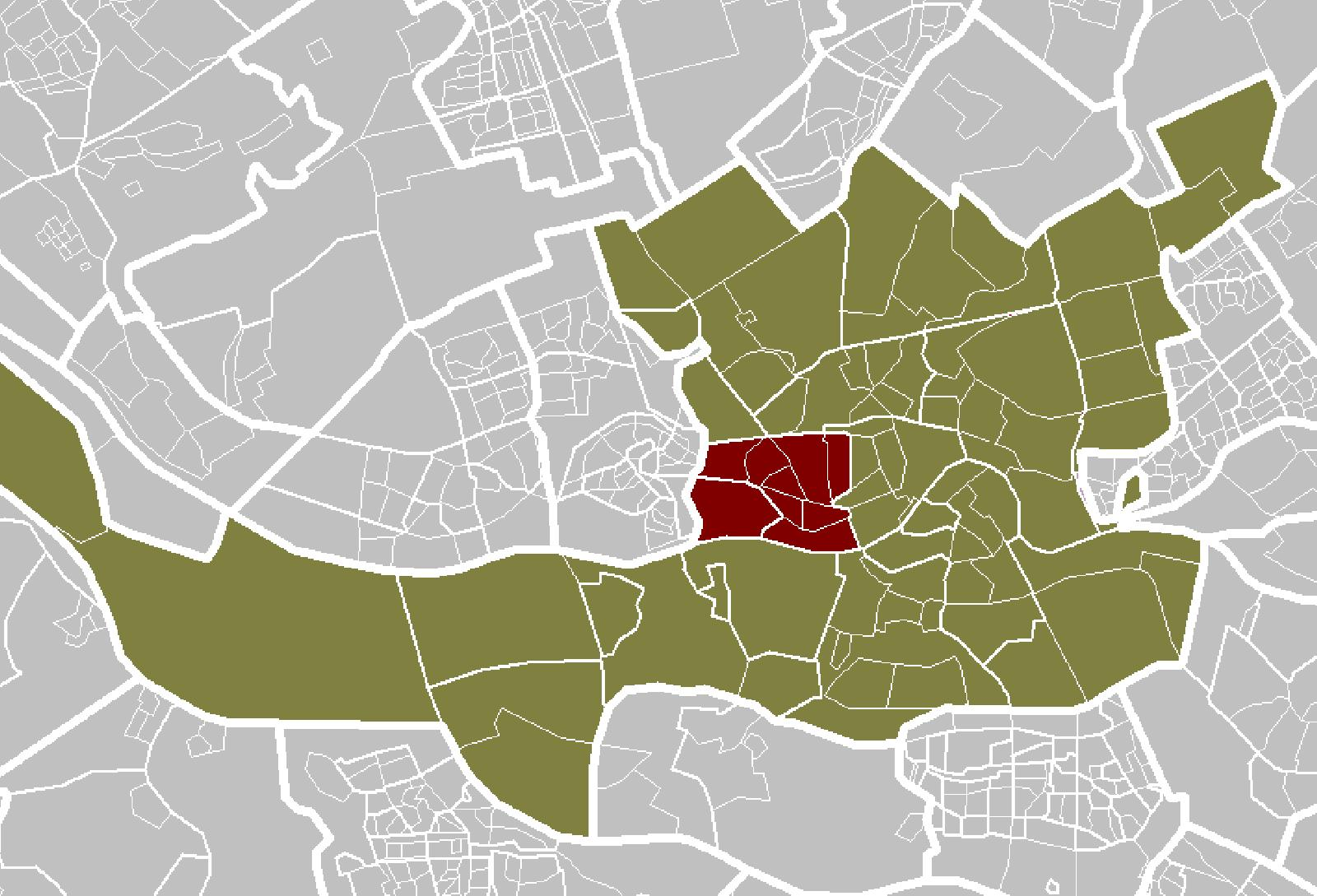

Onder onthulling wordt verstaan de eerste oprichting van het beeld. Het oudste Rotterdamse beeld, van Erasmus, was in 1549 het eerste niet religieuze standbeeld van Nederland. Het houten beeld sierde de Wijde Kerksteeg tijdens de intocht van Prins Filips. Het huidige exemplaar stamt echter uit 1622. Onder de locatie wordt verstaan de huidige plek van het beeld in de stad.
Dit deel bevat de beelden in Rotterdam-West. Dit bestaat uit de deelgemeente Delfshaven en bevat de wijken Delfshaven, Bospolder/Tussendijken, Spangen, Oud- en Nieuw-Mathenesse, het Nieuwe Westen en Middelland . Het wordt begrensd door 's-Gravendijkwal in het oosten, de Maas in het zuiden en de spoorlijn in het noorden.
Voor een volledig overzicht van de beschikbare afbeeldingen zie: Beelden in Rotterdam-west op Wikimedia Commons.
| Werk                                    | Schepper                    | Locatie                               | Onthulling                                         | Materiaal       | Afbeelding |
| --------------------------------------- | --------------------------- | ------------------------------------- | -------------------------------------------------- | --------------- | ---------- |
| Standbeeld van Piet Hein                | Joseph Graven               | Piet Heynsplein, Delfshaven           | 1870                                               | Udelfangersteen |            |
| Spiekman monument                       | Hendrik Petrus Berlage      | P.C. Hooftplein                       | 1922, 1 mei                                        |                 |            |
| Minerva                                 | Gerard Hoppen               | Westen, G.J. de Jonghweg 4-6          | 1939                                               |                 |            |
| zonder titel (gevelbekroning)           | Jo Uiterwaal                | Galileistraat (Elektriciteitsfabriek) | 1950, 7 december (opnieuw onthuld op 10 nov. 2006) |                 |            |
| Kinderen met bal                        | Joan Bakker                 | Samuel Mullerstraat/ Mathenesserlaan  | 1962                                               |                 |            |
| zonder titel                            | Rudi Rooijackers            | Spaanseweg                            | 1963                                               |                 |            |
| Appels                                  | Kees Franse                 | Heemraadssingel                       | 1973                                               |                 | 3D 3D-2    |
| Zonder titel                            | Loekie Metz                 | P.C. Hooftplein                       | 1981                                               |                 |            |
| Luchtdanseres                           | Eddy Roos                   | Schansplein                           | 1988                                               | brons           |            |
| Kees van Dongen                         | Willem Verbon               | Delfshaven, Voorhaven (bij molen)     | 1990                                               |                 | 3D-1 3D-2  |
| Gevangenis sculptuur                    | Alfred Eikelenboom          | Abraham van Stolkweg                  | 1990                                               | staal           |            |
| Drie schildpadden                       | Loekie Metz                 | Louis Bouwmeesterhof                  | 1992                                               |                 |            |
| Vergeten bombardement                   | Mathieu Ficheroux           | Plein 1943                            | 1993                                               |                 |            |
| Ode aan het oude                        | Silvia B.                   | Claes de Vrieselaan                   | 1994                                               | onbekend        | 3D         |
| de Wachters                             | Diet Wiegman                | Bospolderplein                        | 1994                                               |                 |            |
| Zonder titel                            | Anton Geerlings             | Rijnhoutplein                         | 1995                                               |                 |            |
| Twee kolommen                           | Gust Romijn                 | Stolkweg                              | 1997                                               |                 |            |
| Pim Fortuyn                             | Daphné du Barry             | G.W.Burgerplein                       | 2003                                               | brons           |            |
| Piet Heyn                               | Willem Verbon               | Müllerplein                           | 2003                                               |                 | 3D         |
| Agressor                                | Willem Verbon               | Sint-Jobskade                         | 2003                                               |                 |            |
| Atleet                                  | Willem Verbon               | Sint-Jobskade                         | 2003                                               |                 | 3D         |
| Danseres                                | Willem Verbon               | Sint-Jobskade                         | 2003                                               |                 | 3D         |
| Mei 1940 bombardement                   | Willem Verbon               | Sint-Jobskade                         | 2003                                               |                 | 3D         |
| Strijder                                | Willem Verbon               | Sint-Jobskade                         | 2003                                               |                 | 3D         |
| Vrouw                                   | Willem Verbon               | Sint-Jobskade                         | 2003                                               |                 | 3D         |
| Winston Churchill                       | Willem Verbon               | Sint-Jobskade                         | 2003                                               |                 | 3D         |
| Wilhelmina                              | Willem Verbon               | Sint-Jobskade                         | 1998                                               |                 | 3D         |
| Eenheid                                 | Abderrahim Chawki           | Mevlanaplein                          | 2004, 7 februari                                   |                 | 3D         |
| Lieslaars                               | Eric Dolfij                 | Lage Erfbrug                          | 2005, 12 mei                                       |                 |            |
| Eenzaam Avontuur - Monument Anna Blaman | Maria Roosen                | Heemraadssingel                       | 2010, september                                    |                 | 3D         |
| Vijf papieren bootjes                   | Florentijn Hofman           | Bartel Wiltonkade                     | 2010, juni                                         |                 |            |
| Lock Of Love                            | Kunstenaarscollectief Bliss | Havenstraat, Delfshaven               | 2010                                               |                 |            |
| Beuk 3                                  | Andre Smits                 | Essenburgsingel, bij tunnel           | 2012                                               |                 | 3D         |
| Slavernijmonument                       | Alex da Silva               | Lloydkade                             | 2013, 16 juni                                      |                 |            |
| Phoenix                                 | Hans Ittmann                | St.Jobsweg                            | 2014/1966                                          | Cortenstaal     |            |
| Bospoldervos                            | Florentijn Hofman           | Westen, Schiedamseweg                 | 2020                                               |                 |            |
| Wellness skull                          | Atelier Van Lieshout        | Westen, Schiedamseweg/Marconiplein    | 2020                                               |                 |            |
| Monument bij sportclub neptunes         | onbekend                    | Abraham van Stolkweg                  | onbekend                                           | onbekend        |            |
| Relief Veehandel                        | onbekend                    | Delfshaven, Havenstraat 29            |                                                    |                 |            |
| Feuteuils                               | Dora Dolz                   | 's-Gravendijkwal/ Rochussenstraat     |                                                    |                 | 3D-1 3D-2  |
| Feuteuil                                | Dora Dolz                   | Heemraadssingel/Beukelsdijk           |                                                    |                 | 3D         |
| onbekend                                | onbekend                    | Westen, Beukelsdijk bij Lyceum        |                                                    |                 |            |
| Ballerina II                            | Evert den Hartog            | Volmarijnstraat                       | 1994                                               |                 | 3D         |